# La vida es un sueño
La vida es un sueño es la tercera banda sonora de la serie Soy Luna, lanzada el 3 de marzo de 2017 por Walt Disney Records.
El álbum fue publicado en el sitio web oficial de Disney por YouTube, por la plataforma Spotify y también por el sitio de música de Vevo.
Tuvo certificación de disco de oro, por Amprofon, al superar las 30.000 copias.
El 27 de febrero, la aplicación Claro Música puso a disposición 30 segundos de cada canción para los usuarios. Días después, se anunció la fecha de lanzamiento, que esta solo disponible en México.
Los países de Latinoamérica fueron los únicos que recibieron la edición con dos discos. En Europa y otros países, los álbumes fueron lanzados por separado, el primero con el título Soy Luna (segunda temporada) - La Vida es un Sueño 1, y el segundo con el título Soy Luna (segunda temporada) - La Vida es un Sueño 2.

## Lista de canciones
| Disco 1/Soy Luna - La Vida es un Sueño 1 |                                                                                              |                                                              |          |  |
| N.º                                      | Título                                                                                       | Escritor(es)                                                 | Duración |  |
| 1.                                       | «Siempre Juntos» (Karol Sevilla)                                                             | Eduardo Emilio Frigerio Federico San Millán Florencia Ciarlo | 4:17     |  |
| 2.                                       | «Alzó Mi Bandera» (Michael Ronda, Gastón Vietto & Lionel Ferro)                              | Frigerio Millán Ciarlo                                       | 2:58     |  |
| 3.                                       | «La Vida es un Sueño» (Karol Sevilla)                                                        | Frigerio Millán Ciarlo                                       | 3:27     |  |
| 4.                                       | «Fush, ¡Te vas!» (Katja Martínez)                                                            | Frigerio Millán Ciarlo                                       | 3:09     |  |
| 5.                                       | «¿Cómo me ves?» (Valentina Zenere, Giovanni Reynaud & Pasqualle Di Nuzzo)                    | Federico Vilas Mauro Franceschini                            | 2:02     |  |
| 6.                                       | «Mitad y Mitad» (Agustín Bernasconi & Carolina Kopelioff)                                    | Frigerio Millán Ciarlo                                       | 2:50     |  |
| 7.                                       | «Valiente» (Elenco de Soy Luna)                                                              | Vilas Franceschini                                           | 3:08     |  |
| 8.                                       | «Honey Funny» (Chiara Parravicini, Ana Jara & Jorge López)                                   | Vilas Franceschini                                           | 2:27     |  |
| 9.                                       | «Linda» (Lionel Ferro, Michael Ronda & Gastón Vietto Candelaria Molfese Ruggero SVillalobos) | Frigerio Millán Ciarlo                                       | 3:43     |  |
| 10.                                      | «Cuenta Conmigo» (Elenco de Soy Luna)                                                        | Frigerio Millán Ciarlo                                       | 3:31     |  |
| 11.                                      | «Vives en Mí» (Karol Sevilla & Ruggero Pasquarelli)                                          | Vilas Franceschini                                           | 2:55     |  |
| 12.                                      | «I've Got a Feeling» (Elenco de Soy Luna)                                                    | Sebastian Mellino Pablo Correa Alejandro Vergara             | 2:40     |  |
| 13.                                      | «Princesa» (Ruggero Pasquarelli)                                                             | Mellino Correa Vergara                                       | 3:13     |  |

| Disco 2/Soy Luna - La Vida es un Sueño 2 |                                                         |                                                                  |          |  |
| N.º                                      | Título                                                  | Escritor(es)                                                     | Duración |  |
| 1.                                       | «Footloose» (Elenco de Soy Luna)                        | Dean Pitchford Kenny Logins                                      | 3:13     |  |
| 2.                                       | «Sólo para Ti» (Karol Sevilla)                          | Eduardo Emilio Frigerio Federico San Millán Florencia Ciarlo     | 3:37     |  |
| 3.                                       | «Catch Me If You Can» (Valentina Zenere)                | Stefan Skarbek Frigerio Millán Ciarlo Ariel Levitan Jon Castelli | 3:18     |  |
| 4.                                       | «Pienso» (Michael Ronda, Gastón Vietto & Lionel Ferro)  | Sebastian Mellino Pablo Correa Alejandro Vergara                 | 3:39     |  |
| 5.                                       | «Andaremos» (Karol Sevilla & Michael Ronda)             | Mellino Correa Vergara                                           | 4:20     |  |
| 6.                                       | «Allá Voy» (Ruggero Pasquarelli)                        | Ruggero Pasquarelli                                              | 3:07     |  |
| 7.                                       | «No Te Pido Mucho» (Karol Sevilla)                      | Frigerio Millán Ciarlo                                           | 3:33     |  |
| 8.                                       | «Stranger» (Ruggero Pasquarelli)                        | Jess Cates Jordan Mohilowski Dan Ostebo                          | 3:12     |  |
| 9.                                       | «Aquí Estoy» (Ruggero Pasquarelli & Agustín Bernasconi) | Federico Vilas Mauro Franceschini                                | 2:32     |  |
| 10.                                      | «Yes, I Do» (Chiara Parravacini)                        | Bruno Martini Mayra Arduini Eduardo Camargo                      | 3:21     |  |
| 11.                                      | «Yo Quisiera» (Michael Ronda)                           | Vilas Franceschini                                               | 3:42     |  |
| 12.                                      | «Siempre Juntos (Versión Grupal)» (Elenco de Soy Luna)  | Frigerio Millán Ciarlo                                           | 4:18     |  |

| Disco 2/Soy Luna - La Vida es un Sueño 2 - Edición individual europea |                                                         |                                                                  |          |  |
| N.º                                                                   | Título                                                  | Escritor(es)                                                     | Duración |  |
| 1.                                                                    | «Footloose» (Elenco de Soy Luna)                        | Dean Pitchford Kenny Logins                                      | 3:13     |  |
| 2.                                                                    | «Sólo para Ti» (Karol Sevilla)                          | Eduardo Emilio Frigerio Federico San Millán Florencia Ciarlo     | 3:37     |  |
| 3.                                                                    | «Catch Me If You Can» (Valentina Zenere)                | Stefan Skarbek Frigerio Millán Ciarlo Ariel Levitan Jon Castelli | 3:18     |  |
| 4.                                                                    | «Pienso» (Michael Ronda, Gastón Vietto & Lionel Ferro)  | Sebastian Mellino Pablo Correa Alejandro Vergara                 | 3:39     |  |
| 5.                                                                    | «Andaremos» (Karol Sevilla & Michael Ronda)             | Mellino Correa Vergara                                           | 4:20     |  |
| 6.                                                                    | «Allá Voy» (Ruggero Pasquarelli)                        | Ruggero Pasquarelli                                              | 3:07     |  |
| 7.                                                                    | «No Te Pido Mucho» (Karol Sevilla)                      | Frigerio Millán Ciarlo                                           | 3:33     |  |
| 8.                                                                    | «Stranger» (Ruggero Pasquarelli)                        | Jess Cates Jordan Mohilowski Dan Ostebo                          | 3:12     |  |
| 9.                                                                    | «Aquí Estoy» (Ruggero Pasquarelli & Agustín Bernasconi) | Federico Vilas Mauro Franceschini                                | 2:32     |  |
| 10.                                                                   | «Yes, I Do» (Chiara Parravacini)                        | Bruno Martini Mayra Arduini Eduardo Camargo                      | 3:21     |  |
| 11.                                                                   | «Yo Quisiera» (Michael Ronda)                           | Vilas Franceschini                                               | 3:42     |  |
| 12.                                                                   | «Siempre Juntos (Versión Grupal)» (Elenco de Soy Luna)  | Frigerio Millán Ciarlo                                           | 4:18     |  |
| 13.                                                                   | «Alas (Instrumental)»                                   | Eduardo Frigerio, Federico San Millan & Maria Florencia Ciarlo   | 3:19     |  |
| 14.                                                                   | «Sobre Ruedas (Instrumental)»                           | Federico Vilas & Mauro Franceschini                              | 2:25     |  |
| 15.                                                                   | «La Vida es un Sueño (Instrumental)»                    | Eduardo Frigerio, Federico San Millan & Maria Florencia Ciarlo   | 3:28     |  |
| 16.                                                                   | «Valiente (Instrumental)»                               | Federico Vilas & Mauro Franceschini                              | 3:11     |  |
| 17.                                                                   | «Mírame a Mí (Instrumental)»                            | Sebastián Mellino, Pablo Correa & Alejandro Vergara              | 2:25     |  |
| 18.                                                                   | «Fush, ¡Te Vas! (Instrumental)»                         | Eduardo Frigerio, Federico San Millan & Maria Florencia Ciarlo   | 3:09     |  |

| Edición italiana Disco 2 "La Vida es u Sueño 2" |                                                                                       |          |  |
| N.º                                             | Título                                                                                | Duración |  |
| 19.                                             | «Sei Unica (Versión en italiano de "Allá Voy")» (Ruggero Pasquarelli & Karol Sevilla) | 3:07     |  |

| Edición alemana Disco 2 "La Vida es u Sueño 2" |                                                                             |          |  |
| N.º                                            | Título                                                                      | Duración |  |
| 13.                                            | «Flügel (Versión en alemán de "Alas")» (Celine, Denise, Lisa, MALISA & Pia) | 2:06     |  |
| 14.                                            | «Sei Mutig (Versión en alemán de "Alas")» (Pia)                             | 3:11     |  |
| 15.                                            | «Alas (Instrumental)»                                                       | 3:19     |  |
| 16.                                            | «Sobre Ruedas (Instrumental)»                                               | 2:25     |  |
| 17.                                            | «La Vida es un Sueño (Instrumental)»                                        | 3:28     |  |
| 18.                                            | «Valiente (Instrumental)»                                                   | 3:11     |  |
| 19.                                            | «Mírame a Mí (Instrumental)»                                                | 2:25     |  |
| 20.                                            | «Fush, ¡Te Vas! (Instrumental)»                                             | 3:09     |  |

| Edición nórdica Disco 2 "La Vida es u Sueño 2" |                                                                                  |          |  |
| N.º                                            | Título                                                                           | Duración |  |
| 13.                                            | «Vi Står Sammen! (Versión en noruego de "Siempre Juntos")» (SERVED)              | 4:18     |  |
| 14.                                            | «Alltid Tillsammans! (Versión en sueco de "Siempre Juntos")» (Anna-Sofia Monroy) | 4:18     |  |
| 15.                                            | «Altid Sammen! (Versión en danés de "Siempre Juntos")» (Emilie Esther)           | 4:18     |  |
| 16.                                            | «Alas (Instrumental)»                                                            | 3:19     |  |
| 17.                                            | «Sobre Ruedas (Instrumental)»                                                    | 2:25     |  |
| 18.                                            | «La Vida es un Sueño (Instrumental)»                                             | 3:28     |  |
| 19.                                            | «Valiente (Instrumental)»                                                        | 3:11     |  |
| 20.                                            | «Mírame a Mí (Instrumental)»                                                     | 2:25     |  |
| 21.                                            | «Fush, ¡Te Vas! (Instrumental)»                                                  | 3:09     |  |

## Posicionamiento en listas
| Listas (2017)                   | Mejor posición |
| ------------------------------- | -------------- |
| Austria (Ö3 Austria)            | 17             |
| Francia (SNEP)                  | 56             |
| Italia (FIMI)                   | 8              |
| Alemania (Media Control Charts) | 32             |
| España (PROMUSICAE)             | 5              |